# Стоянка — три часа
«Стоянка — три часа» — советский фильм 1974 года режиссёра Александра Светлова.

## Сюжет
Рабочий из Каунаса Йонас Будрис в отпуске на теплоходе путешествуя по Волге, во время остановки в одном из волжских городов, решил разыскать своего старого друга Петра. Найдя его дом, он узнаёт, что тот умер, его жена попала в больницу, старший сын отбывает срок за воровство, а младший бросил школу. Йонас решает прервать путешествие и разобраться, что тут произошло.

## В ролях
- Лаймонас Норейка — Йонас Будрис
- Алексей Горячев — Генка
- Раиса Куркина — Марина
- Юрий Гусев — Ерш
- Владимир Емельянов — директор завода
- Вадим Захарченко — Митрохин
- Виктор Филиппов — Николай
- Анатолий Соловьёв — Спица
- Георгий Шахет — Серый
- Михаил Житько — Жорик
- Борис Шинкарёв -Толик
- Юрий Захаренков — Стручок
- Николай Жирнов — покупатель
- Светлана Коновалова — 'Наталья Семеновна
- Владимир Ферапонтов — Крапивин
- Юрий Мартынов — следователь
- Станислав Бородокин — милиционер (нет в титрах)
- Виктор Уральский — милиционер (нет в титрах)
- Леонид Чубаров — рабочий в столовой (нет в титрах)